# Alfons Flisykowski
Alfons Flisykowski (ur. 22 września 1902 w Goręczynie, zm. 5 października 1939 w Gdańsku) – polski żołnierz zawodowy i urzędnik pocztowy. Dowódca obrony Poczty Polskiej w Gdańsku we wrześniu 1939.

## Życie

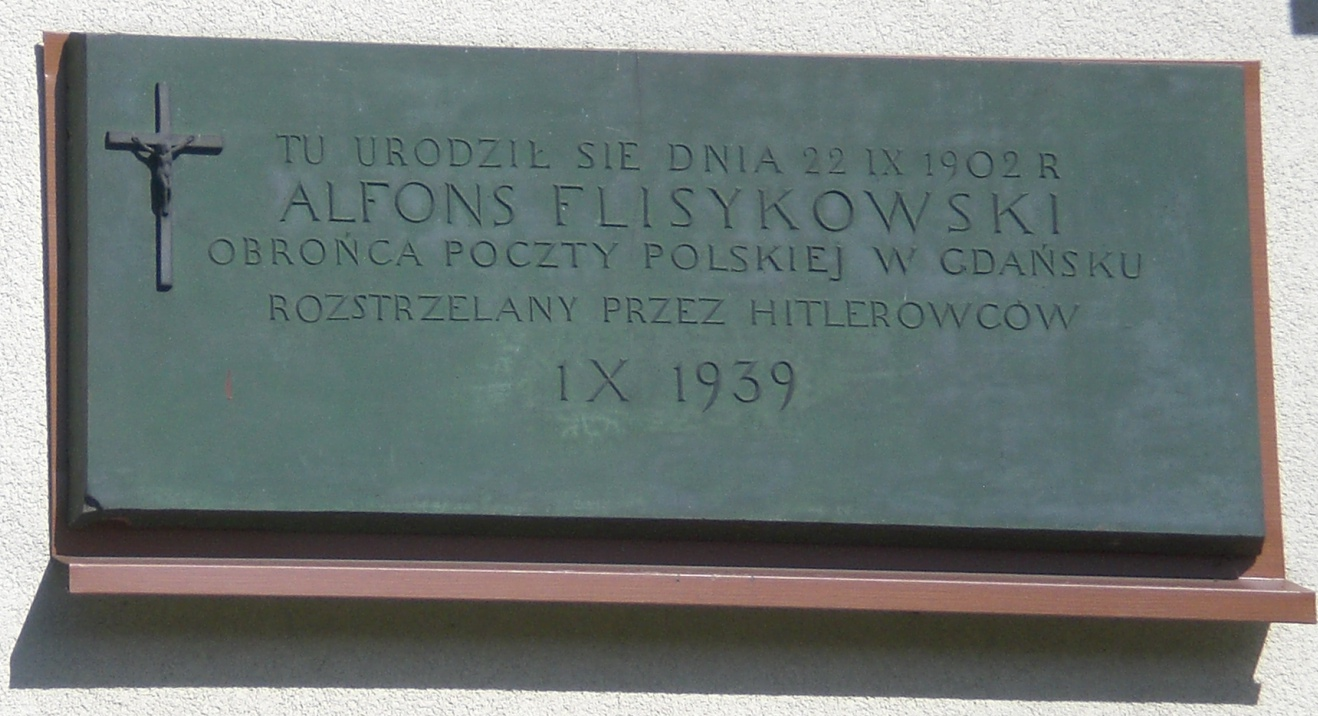
Tablica pamiątkowa w Goręczynie

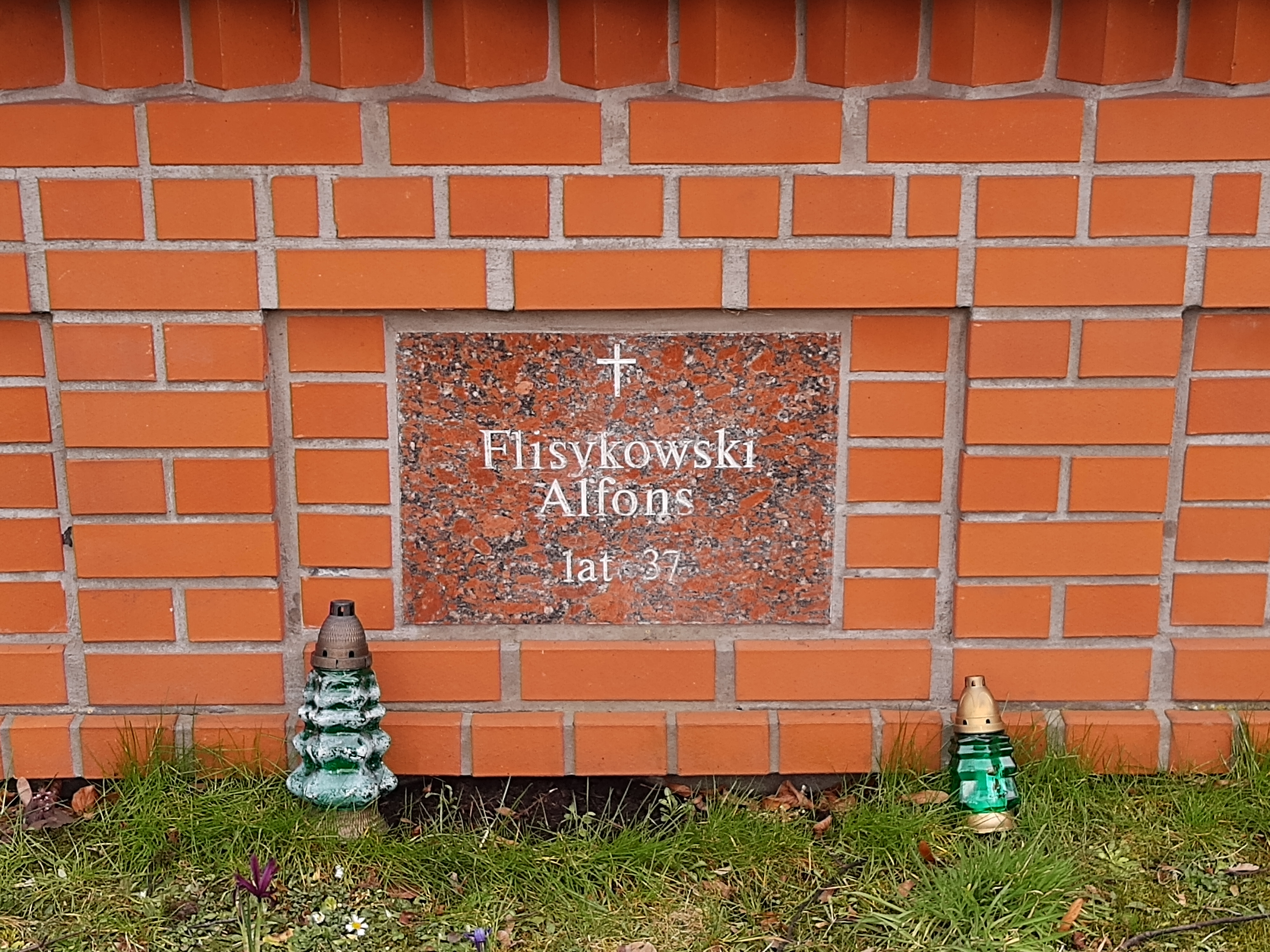
Grób Alfonsa Flisykowskiego na Cmentarzu Ofiar Hitleryzmu na Zaspie

Urodzony w Goręczynie na Kaszubach, gdzie ukończył szkołę podstawową. Następnie uczęszczał do gimnazjum w Kościerzynie, z którego został usunięty za przynależność do organizacji niepodległościowej. Później uczył się w prywatnej szkole w Gdańsku. Po wybuchu wojny polsko-bolszewickiej (1919–1921) wstąpił na ochotnika do wojska i został ranny pod Ciechanowem. W 1922 odbył służbę wojskową w Centrum Szkolenia Łączności w Zegrzu, a następnie ukończył szkołę podoficerską w stopniu kaprala ze specjalnością telegrafisty.
Jego żoną była Maria Kozak, z którą ożenił się w 1935 roku. Miał dwoje dzieci: córkę Henrykę oraz syna Andrzeja.

## Poczta Polska w Gdańsku
Po podjęciu pracy na Poczcie Polskiej w Wolnym Mieście Gdańsku, w latach 1934–1936 był naczelnikiem Urzędu Pocztowego Gdańsk 2 (na Dworcu Głównym), a następnie został przeniesiony do Dyrekcji Poczt i Telegrafów RP w Gdańsku, w stopniu podreferendarza w dziale pocztowym. Po wybuchu II wojny światowej bronił się wraz z pozostałymi pracownikami Poczty Polskiej. Po śmierci dowódcy ppor. Konrada Guderskiego został jego następcą. Przez kilkanaście godzin koordynował akcję obronną. Po poddaniu poczty uciekł wraz z grupą kolegów, jednak schwytano go i oddano w ręce Gestapo. Przez pięć tygodni był więziony na gdańskiej Biskupiej Górce, 5 października 1939 został rozstrzelany na gdańskiej Zaspie. Pośmiertnie, 1 września 1990 roku został odznaczony Krzyżem Walecznych. Został pochowany na cmentarzu na Zaspie.
1 września 2021 roku został upamiętniony wraz z Konradem Guderskim i Janem Michoniem na srebrnej monecie kolekcjonerskiej „Obrona Poczty Polskiej w Gdańsku. Agresja Niemiec na Polskę” o nominale 20 zł oraz na okolicznościowym znaczku pocztowym o tym samym tytule.

## Odznaczenia
- Krzyż Srebrny Orderu Virtuti Militari nr 13722[3]
- Krzyż Walecznych